# Marvel Knights
Marvel Knights is een imprint van Marvel Comics met op zichzelf staand materiaal dat zich afspeelt in het Marvel Universum (Earth-616). Het label ontstond in 1998, toen Marvel vier titels (Black Panther, Punisher, Daredevil en Inhumans) uitbesteedde aan Joe Quesada en Jimmy Palmiotti's bedrijf Event Comics. Event huurde de creatieve teams in voor de Knights-reeks, terwijl Marvel deze publiceerde.

## Geschiedenis
In 1998 vroeg Marvel Comics, dat net faillissement had aangevraagd, Quesada en Palmiotti om op een exclusievere manier voor Marvel te werken. Samen met hun Event Comics-partners werden ze ingehuurd om een reeks Marvel-boeken te produceren met de naam Marvel Knights. Als redacteuren van Marvel Knights werkten Quesada en Palmiotti aan een aantal minder bekende personages, zoals Daredevil, Punisher, The Inhumans en Black Panther,  waarbij ze experimenten aanmoedigden en hun contacten in de onafhankelijke stripwereld gebruikten om makers als David W. Mack, Mike Oeming, Brian Michael Bendis, Garth Ennis en Steve Dillon binnen te halen. Quesada heeft ook zelf een Daredevil -verhaal geïllustreerd dat is geschreven door filmregisseur Kevin Smith. Palmiotti verzorgde de inkt van het titelboek.
Marvel Knights stapte af van de langlopende verhaallijnen en de sterke nadruk op continuïteit, die een belangrijk kenmerk van Marvel Comics in deze periode was. In plaats daarvan richtte de uitgeverij zich op sterke, op zichzelf staande verhalen en een hoge productiekwaliteit. 
Naast de headliner Daredevil-titel met Smith/Quesada/Palmiotti, bevatte de lijn ook de eerste releasetitels van Punisher (van Christopher Golden, Bernie Wrightson en Jimmy Palmiotti); de Inhumans (Paul Jenkins, Jae Lee en Jose Villarrubia) en Black Panther (Christopher Priest en Mark Texeria). Een aantal van deze titels vormden de basis voor verschillende Marvel-verhaalideeën en -concepten voor tv- en filmseries. De titel bevatte vervolgens Black Widow, nieuwe Punisher-titels, de Sentry en nog diverse andere evenementen.
In 2000, tweeënhalf jaar na de start van Marvel Knights — en grotendeels dankzij het succes van de uitgeverij  — werd Quesada benoemd tot hoofdredacteur van Marvel Comics. Palmiotti bleef nog een tijdje betrokken bij enkele titels, hetzij als inkt- of redactiemedewerker, alvorens hij vertrok.
Begin 2006 kondigde Quesada aan dat alle lopende titels onder de "Marvel Knights"-banner naar de Marvel Universe-uitgeverij zouden verhuizen en dat "Marvel Knights" daarna spraakmakende, gelimiteerde series zou bevatten. Quesada legde uit dat Marvel Knights...
These stand alone stories won't just challenge readers to re-think their favorite Marvel legends ... Oftentimes, we'll focus on characters that are off the beaten path — boiling these archetypes down to their cores. We want to build on the tradition of limited series like Ennis and Crain's Ghost Rider, Frank Cho's Shanna, the She-Devil and Robert Rodi and Ribić's Loki — each of which offered very distinct visions for Marvel characters, and each of which — judging by sales numbers — were embraced by fandom.
De verandering begon met Daredevil #82, Black Panther #14, Moon Knight #1, Squadron Supreme #1 en Wolverine #42. Marvel Knights Spider-Man werd The Sensational Spider-Man met nummer 23, en Marvel Knights 4 (met de Fantastic Four ) werd simpelweg 4 met nummer 28. 
Fury: Peacemaker, van Garth Ennis en Darick Robertson, was de eerste gelimiteerde serie die in februari 2006 onder het nieuwe label werd gelanceerd. Hierna volgden Silver Surfer: Requiem van J. Michael Straczynski en Esad Ribić (2007), Spider-Man: Reign van Kaare Andrews (eind 2006), Ghost Rider van Garth Ennis en Clayton Crain (2007) en Captain America: The Chosen (september 2007).
Marvel Knights-redacteur Axel Alonso schreef in een persbericht:
is the showcase for "evergreen events" — self-contained limited series that think outside the box, that challenge readers to re-think their favorite Marvel characters and re-evaluate the legends that surround them. In other words, Marvel Knights will be a place for top talent to work without constraints, and deliver the kind of product fans deserve!
Marvel Knights is na 2013 inactief geworden.  In 2018 werd echter een beperkte jubileumuitgave van zes uitgaven gestart, getiteld Marvel Knights 20th, die tot 2019 liep. 

## Team
Het Marvel Knights-team was de naam van het naamloze superheldenteam van Daredevil. Naast Daredevil bestond de line-up uit Black Widow, Cloak and Dagger, Morbius, Elektra, Blade, Ghost Rider, The Punisher, Moon Knight, Shang-Chi, Black Knight en Luke Cage.

## Doorlopende serie
- Zwarte Panter (dl. 3) #1–12 (november 1998) – oktober 1999)
- Daredevil (deel 2) #1–81 (november 1998) – maart 2006)
- Inhumans (deel 2) #1–12 (november 1998) – oktober 1999)
- Marvel Knights #1–15 (juni 2000) – september 2001)
- The Punisher (deel 5) #1–37 (augustus 2001) – februari 2004)
- Elektra (deel 2) # 1–22 (september 2001 – juni 2003)
- Marvel Knights (deel 2) #1–6 (mei 2002) – oktober 2002)
- Captain America (deel 4) #1–28 (juni 2002) – augustus 2004)
- Marvel Knights 4 #1–30 (april 2004) –april 2006)
- The Incredible Hulk (deel 2) #70–76 (juni 2004) – oktober 2004)
- Marvel Knights Spider-Man #1–22 (juni 2004) – maart 2006)
- Wolverine (dl. 3) #13–39 (juni 2004) –april 2006)
- X-Statix #21–26 (juni 2004) – oktober 2004)
- District X #1–14 (juli 2004) – augustus 2005)
- Zwarte Panter (dl. 4) #1–13 (april 2005) –april 2006)

## Gelimiteerde serie
- The Punisher (1998 4-delige beperkte serie)
- Black Widow (1999 3-delige beperkte serie)
- Doctor Strange: The Flight of Bones (1999 4-delige beperkte serie)
- Wolverine/Punisher Revelation (1999 4-delige beperkte serie)
- Daredevil: Ninja (2000 3-delige beperkte serie)
- Marvel Boy (2000 6-delige beperkte serie)
- The Punisher (2000 12-delige beperkte serie)
- Sentry (2000 5-delige beperkte serie)
- Black Widow (2001 3-delige beperkte serie)
- Daredevil: Yellow (2001 6-delige beperkte serie)
- Daredevil/Spider-Man (2001 4-delige beperkte serie)
- Fantastic Four: 1234 (2001 4-delige beperkte serie)
- Ghost Rider: The Hammer Lane (2001 6-delige beperkte serie, plus een Wizard #1/2 uitgave)
- Hulk Smash (2001 2-delige beperkte serie)
- Elektra: Glimpse & Echo (2002 4-delige beperkte serie)
- Marvel Knights Double-Shot (2002 4-delige beperkte serie)
- Spider-Man: Blue (2002 6-delige beperkte serie)
- Wolverine/Hulk (2002 4-delige beperkte serie)
- Hulk: Gray (2003 6-delige beperkte serie)
- Marvel 1602 (2003 8-delige beperkte serie)
- Spider-Man & Wolverine (2003 4-delige beperkte serie)
- Black Widow (2004 6-delige beperkte serie)
- Bullseye: Greatest Hits (2004 5-delige beperkte serie)
- Daredevil: Father (2004 6-delige beperkte serie)
- Hulk & Thing: Hard Knocks (2004 4-delige beperkte serie)
- Madrox (2004 5-delige beperkte serie)
- Man-Thing (2004 3-delige beperkte serie)
- Strange (2004 6-delige beperkte serie)
- Wolverine/Punisher (2004 5-delige beperkte serie)
- Black Widow: The Things They Say About Her (2005 6-delige beperkte serie)
- Daredevil: Redemption (2005 6-delige beperkte serie)
- Daredevil vs Punisher: Means and Ends (2005 6-delige beperkte serie)
- Ghost Rider: The Road to Damnation (2005 6-delige beperkte serie)
- Shanna the She-Devil (2005 7-delige beperkte serie)
- Claws (2006 3-delige beperkte serie) *Fury: Peacemaker (2006 6-delige beperkte serie)
- Punisher vs. Bullseye (2006 5-delige beperkte serie)
- X-Statix Presents: Dead Girl (2006 5-delige beperkte serie)
- Captain America: The Chosen (2007 6-delige beperkte serie)
- Daredevil: Battlin' Jack Murdock (2007 4-delige beperkte serie)
- Silver Surfer: Requiem (2007 4-delige beperkte serie)
- Spider-Man: Reign (2007 4-delige beperkte serie)
- Iron Man: Viva Las Vegas (2008; 2 uitgaven gepubliceerd van een bedoelde beperkte serie)
- Sub-Mariner: The Depths (2008 5-delige beperkte serie)
- Spider-Man: With Great Power (2008 5-delige beperkte serie)
- Angel: Revelations (2008 5-delige beperkte serie)
- Logan (2008 3-delige beperkte serie)
- X-Men: Magneto Testament (2008 5-delige beperkte serie)
- Punisher: War Zone (2009 6-delige beperkte serie)
- Strange Tales (2009 3-delige beperkte serie)
- Strange Tales II (2010; alleen nummers 2 & 3 van deze 3-delige beperkte serie zijn MK, nummer 1 werd gepubliceerd onder het Max-label)
- Captain America/Black Panther: Flags of Our Fathers (2010 4-delige beperkte serie)
- Deadpool: Wade Wilson's War (2010 4-delige beperkte serie)
- Deathlok (2010 7-delige beperkte serie)
- Spider-Man: Fever (2010 3-delige beperkte serie)
- Thor: For Asgard (2010 6-delige beperkte serie)
- Bullseye: Perfect Game (2011 2-delige beperkte serie)
- Iron Man: Rapture (2011; 4-delige beperkte serie)
- Marvel Knights: Hulk (2013 4-delige beperkte serie)[4]
- Marvel Knights: Spider-Man (2013 5-delige beperkte serie)[4]
- Marvel Knights: X-Men (2013 5-delige beperkte serie)[4] *Marvel Knights 20th (2019 6-delige beperkte serie)

## Eénmalige pogingen
- Ant-Man's Big Christmas (2000 one-shot)
- Killraven (2001 éénmalig)
- Punisher / Painkiller Jane (2001 one-shot)
- Sentry versus The Void (2001 one-shot)
- Sentry / Fantastic Four (2001 one shot)
- Sentry / Hulk (2001 éénmalig)
- Sentry / Spider-Man (2001 one shot)
- Sentry / X-Men (2001 one shot)
- Spider-Man / Daredevil (2002 one shot)
- Daredevil/Bullseye: The Target (2003; 1 nummer gepubliceerd van een beoogde beperkte serie)
- Punisher : Red X-Mas (2004 one-shot)
- Punisher : Bloody Valentine (2006 one shot)
- Punisher : Silent Night (2006 one-shot)
- Captain America: White (2008; 1 uitgave van een beoogde beperkte serie; uiteindelijk voltooid in 2015, maar niet onder de Marvel Knights-vlag)

## Andere versies

### Marvel Ridders 2099
In 2004 organiseerde Marvel Comics een fifht-week event genaamd "Marvel Knights 2099". Het event speelde zich af in de toekomst op een alternatieve wereld (Earth-2992) die niet gelijk was aan het alternatieve Marvel-universum op Earth-928 uit de Marvel 2099- boeken uit de jaren negentig.
- Daredevil 2099 #1
- Black Panther 2099 #1
- Inhumans 2099 #1
- Punisher 2099 #1
- Mutant 2099 #1

### Ultimate Marvel
De Ultimate Marvel- versie van het Marvel Knights-team maakte zijn debuut in Ultimate Spider-Man #106 in de boog genaamd "Warriors". De leden van de Ultimate Marvel-versie van Marvel Knight zijn Daredevil, Doctor Strange, Shang-Chi, Iron Fist, Moon Knight en Spider-Man.
Nadat Shang-Chi een mislukte aanval op de Kingpin had uitgevoerd, werd hij door Daredevil gerekruteerd om de Kingpin voorgoed te verslaan. Later ontmoette Daredevil, vertolkt door Matt Murdock, Spider-Man en vroeg hem om zich bij de groep aan te sluiten. Het plan was om de Kingpin te doden. Spider-Man verzette zich tegen het doden en de groep stemde ermee in dat Moon Knight, onder de naam Ronin, in dienst trad van de Kingpin. Ronin bracht Spider-Man met geweld als gevangene naar de Kingpin. De Kingpin bindt hem vast, ontmaskert hem, martelt hem en bespot hem omdat hij een tiener is. Nadat hij had onthuld dat hij wist dat Ronin de Maanridder was, liet Kingpin hem bijna doodslaan en liet Spider-Man vertrekken met de wetenschap dat een van de ridders een verrader was. 
Nadat een bom het advocatenkantoor van Matt Murdock verwoestte, bleek Iron Fist de verrader te zijn, maar dat kwam alleen doordat Kingpin zijn dochter bedreigde. Iron Fist werd teruggestuurd naar Kingpin om hem af te leiden terwijl Daredevil probeerde zijn bewusteloze vrouw te vermoorden. Na een confrontatie tussen Daredevil, Kingpin en Spider-Man stemde Kingpin ermee in het land te verlaten in ruil voor de veiligheid van zijn vrouw. In het geheim en woedend beraamde hij echter een plan om Daredevil te laten vermoorden, de handen van Dr. Strange te breken en de school van Spider-Man op te blazen. Ondertussen ging Moon Knight naar de politie, onthulde zijn geheime identiteit en zei dat Kingpin hem had geprobeerd te vermoorden. Dit was voor de politie voldoende reden om Kingpin te arresteren op verdenking van poging tot moord. Aan het einde van de boog waren er korte beelden van het team dat ieder zijn eigen weg ging: Shang-Chi pakte de trein uit de stad, Iron Fist keerde terug naar zijn dochter, Dr. Strange ging terug naar zijn heiligdom en Daredevil berispte zichzelf in een kerk. 

## In andere media

### Film
Marvel Knights was ook de naam van een productieafdeling dat onderdeel was van Marvel Studios en later van Walt Disney Studios, die bedoeld was om een aantal van Marvels donkere, naar volwassenen gerichte en minder bekende titels te produceren: Punisher: War Zone en Ghost Rider: Spirit of Vengeance waren de enige films die onder de naam Marvel Knights werden uitgebracht.
De Marvel Knights-stripboeken hebben verschillende invloeden gehad op films en tv-series uit het Marvel Cinematic Universe. Van de Marvel-tv-series op Netflix (zoals Daredevil, Jessica Jones, Luke Cage, Iron Fist, The Defenders en The Punisher tot de Black Panther -film uit 2018: de personages die ze creëerden, lijken rechtstreeks uit de strips te komen. Christopher Priest kende de creatie van de Dora Milaje toe aan zowel Joe Quesada als Jimmy Palmiotti.

### Video games
- Het team verschijnt in de Marvel: Ultimate Alliance- serie, met uitzondering van de tweede game:
  - In de videogame Marvel: Ultimate Alliance is Marvel Knights een teambonus die je krijgt als je een combinatie van de volgende personages in je team hebt: Black Panther, Daredevil, Doctor Strange, Wolverine, Luke Cage, Spider-Man, Elektra Natchios en Moon Knight.
  - In de videogame Marvel Ultimate Alliance 3: The Black Order bestaan de huidige leden van Marvel Knights uit mensen die ook lid zijn van Defenders, Midnight Sons of beide. De speelbare personages zijn in eerste instantie Hulk, Daredevil, Elektra Natchios, Luke Cage, Iron Fist, Loki Laufeyson, Doctor Strange, Elsa Bloodstone en Ghost Rider (Johnny Blaze) ; de verdedigers Valkyrie (Brunnhilde) en Jessica Jones zijn niet-speelbare bondgenoten van de groep. De DLC-pas voegt extra Marvel Knights toe: Punisher, Blade, Moon Knight en Michael Morbius.

### Animatie
In 2010 startte Shout! Factory en Marvel Comics een gloednieuwe samenwerking om een reeks van verschillende animatieseries met motion comics op dvd uit te brengen.  Tot nu toe zijn de volgende titels uitgebracht: 
1. Astonishing X-Men: Gifted (28 september 2010)
2. Iron Man: Extremis (30 november 2010)
3. Black Panther (18 januari 2011)
4. Spider-Woman: Agent of SWORD (14 juni 2011)
5. Thor &amp; Loki: Blood Brothers (13 september 2011)
6. Astonishing X-Men: Dangerous (10 april 2012)
7. Astonishing X-Men: Torn (14 augustus 2012)
8. Astonishing X-Men: Unstoppable (13 november 2012)
9. Inhumans (23 april 2013)
10. Wolverine: Origin (9 juli 2013)
11. Ultimate Wolverine versus Hulk (10 september 2013)
12. Wolverine versus Sabretooth (7 januari 2014)
13. Wolverine Weapon X: Tomorrow Dies Today (13 mei 2014)
14. Eternals (16 september 2014)
15. Wolverine versus Sabretooth: Reborn (24 maart 2015)